# Samkhya
Samkhya (Sankhya fra (Sanskrit: सांख्य – optælling) er en skole i indisk filosofi. Den regnes for den ældste af de seks vediske skoler i hinduismen. Skolens grundlæggelse tilskrives vismanden Kapila (ca. 500 f.Kr.). Den ældst bevarede tekst er Ishvarakrishnas Samkhyakarika, forfattet mellem det 3. og 5. årh. Samkhya-sutra, som hævdes at være skrevet af Kapila, er forfattet omkr. det 15.årh..
Samkhya er en ateistisk, dualistisk filosofi: Der er to principper: bevidsthed (purusha) og materie (prakrti). 
Til materien regner samkhya ego’et, fornuften og sindet, dvs. tanker og følelser. Bevidsthed er den rene opmærksomhed, som ifølge samkhya er inaktiv, ubegrænset og uforanderlig.
Alle sansende væsener er purusha, og der er derfor uendeligt mange purusha. 
Praktri er der kun én af.
Praktri består af tre kvaliteter (gunas)
- Rajas – aktivitet, følelse
- Tamas – tyngde, mørke, inerti
- Sattva – lys, klarhed, åndelighed, bevægelse mod frihed

I den oprindelige materie, mulaprakriti, er de tre gunaer i balance. På grund af purushas tilstedeværelse bringes gunaerne i bevægelse. Gunaernes bevægelse forårsager i første omgang dannelsen af den pyskiske virkelighed. Først opstår buddhi, intellektet, som er sæde for viljen og ubevidstheden. Af buddhi fremstår ahamkara, sæde for ego’et. Fra ahamkara udvikles sindet (manas) og sanseevnerne (buddhihindriyas), som primært består af sattva. Ligeledes opstår handleevnerne (karmendriyas) (tale-, gribe-, gå-, udskille- og avleevne), der primært består af rajas, og fem subtile elementer (tanmatras): (lyd, berøring, form, smag og lugt), der primært består af tamas. Af de fem subtile elementer opstår fem grove elementer (bhutas): rum, luft, ild, vand og jord. De grove elementer udgør den fysiske og synlige verden.
| Mulaprakriti         | Mulaprakriti                 | Mulaprakriti               | Mulaprakriti                  |
| Intellektet (buddhi) | Intellektet (buddhi)         | Intellektet (buddhi)       | Intellektet (buddhi)          |
| Ego (ahamkara)       | Ego (ahamkara)               | Ego (ahamkara)             | Ego (ahamkara)                |
| Sind (manas)         | Sanseevner (buddhihindriyas) | Handleevner (Karmendriyas) | Subtile elementer (Tanmatras) |
| -------------------- | ---------------------------- | -------------------------- | ----------------------------- |
|                      |                              |                            | Grove elementer (bhutas)      |

Samkhya er en frelselære. Den enkelte purusha er bundet i en illusion, når den tror, at den er identisk med sin krop og sin psykiske virkelighed (vilje, ego m.m.). Frelse består i at purusha erkender denne misforståelse og vender tilbage til den oprindelige uafhængige tilstand (kaivalya). Purusha som sådan er inaktiv, og frelseprocessen sker gennem praktri, mere bestemt gennem viljen og intellektet.
Samkhyas filosofi blev videreudviklet af yoga-systemet.